# Pelops (Sohn des Pelops)
Pelops (altgriechisch Πέλοψ), auch Pelopos (Πέλοπος), war im 3. Jahrhundert v. Chr. ein Offizier der hellenistischen Ptolemäerdynastie in Ägypten, der bereits sein gleichnamiger Vater als Offizier diente.
Unter König Ptolemaios III. hatte Pelops ein öffentliches Amt in Kyrene bekleidet, vielleicht schon hier das des Statthalters (libyarches). Ab 217 v. Chr. amtierte er unter Ptolemaios IV. schließlich als Statthalter von Zypern, als der er in drei auf der Insel entdeckten Inschriften genannt wird. Er ist der erste ptolemäische Statthalter, der hier auch inschriftlich bezeugt ist. In dieser Position ist er noch bis kurz nach der Geburt Ptolemaios’ V. am 9. Oktober 209 v. Chr. belegt. Wahrscheinlich hatte er bis zum Frühjahr 203 v. Chr. auf der Insel regiert, bis in die Zeit kurz nach dem Tod Ptolemaios’ IV. und der Ermordung der Arsinoë III. durch Sosibios und Agathokles, die nun die Regentschaft für Ptolemaios V. übernommen hatten. Offenbar hatte Pelops ihnen gegenüber in Opposition gestanden, jedenfalls wurde er um diese Zeit von Agathokles als Gesandter zu Antiochos III. nach Syrien abberufen, um vom Hof in Alexandria entfernt zu werden. Danach sind von ihm keine Zeugnisse mehr bekannt; auf Zypern wurde Polykrates von Argos als Statthalter eingesetzt.
Pelops war mit Myrsine verheiratet, der im Tempel der Aphrodite von Palaia Paphos eine Statue errichtet wurde in Würdigung der Verdienste ihres Mannes für das „vaterliebende“ Königspaar (Ptolemaios IV. und Arsinoë III.). Dem Namen ihres Vaters Hyperbassas nach zu schließen war sie von orientalischer Herkunft. Ihre Schwester Iamneia ist 243/242 v. Chr. in der Würde der „Korbträgerin“ (kanēphóros) der „Geschwistergöttin“/Arsinoë II. und 196/195 v. Chr. in jener der „Kronenträgerin“ (athlophoros) der „Wohltätergöttin“/Berenike II. bezeugt. Pelops und Myrsine hatten einen Sohn namens Ptolemaios.